# 王履咸
王履咸，浙江省紹興府蕭山縣人，清朝政治人物、進士出身。
光緒十六年（1890年），参加光緒庚寅科殿試，登進士二甲57名。同年五月，著主事，分部学习。